# Ніттей-Мару
Ніттей-Мару (1000) — транспортне судно, яке під час Другої світової війни брало участь у операціях японських збройних сил на Тихому океані. 
Відомо, що щонайменше в 1945-му японці використовували «Ніттей-Мару» у Нідерландській Ост-Індії. Так, 14 січня воно вийшло з Сурабаї (головна база на сході острова Ява) в конвої, що слідував до Макассару (південно-західний півострів острова Сулавесі). Втім, 17 січня «Ніттей-Мару» відокремилось та попрямувало до Банджермасіну (півднно-східне завершення Борнео).
25 травня 1945-го в Яванському морі за півсотні кілометрів на північ від Сурабаї британський підводний човен HMS Thorough перехопив «Ніттей-Мару». Хоча судно слідувало у супроводі ескортного корабля, субмарина провела успішну атаку та потопила «Ніттей-Мару».